# Maria Müller
Maria Müller (Theresienstadt, 1898. január 29. – Bayreuth, 1958. március 15.) cseh–osztrák opera-énekesnő (szoprán).

## Élete
Bécsben tanult Erik Schmedesnél. Első fellépésére 1919-ben, Linzben került sor: Richard Wagner Lohengrin című operájában Elza szerepét énekelte. 1921-1923 között a prágai Német Színházban énekelt, majd 1923-1924 a Cseh Állami Operaházban.
1925. január 21-én lépett először a New York-i operaház, a Metropolitan színpadára Sieglinde szerepében Richard Wagner A walkür című operájában. 1925–1935 között 196-szor lépett a Met színpadára.
Számos opera amerikai ősbemutatójában működött közre:
- Franco Alfano: Madonna imperia (1928)
- Ildebrando Pizzetti: Fra Gherardo (1929)
- Jaromír Weinberger: Švanda, a dudás (1931)
- Giuseppe Verdi: Simon Boccanegra (1932)

1930-1939 között rendszeresen fellépett a Bayreuthi Ünnepi Játékokon, ahol 1933-ban Éva szerepét énekelte A nürnbergi mesterdalnokokban, majd 1936-ban Sieglinde és Elza szerepét.
Fellépett továbbá Salzburgban is, az ünnepi játékokon:
- 1931-ben Eurüdiké szerepében
- 1933-ban Reiza szerepében Carl Maria von Weber Oberon című operájában
- 1934-ben Donna Elvira szerepében Wolfgang Amadeus Mozart Don Giovanni című operájában.

A londoni Covent Garden operaházban 1934-ben lépett először színpadra Éva szerepében. Ugyanitt énekelte 1937-ben Sieglindét is.
Repertoárját gazdagították továbbá az Egyiptomi Heléna (Richard Strauss), Iphigeneia Tauriszban (Christoph Willibald Gluck), Tosca (Giacomo Puccini), A varázsfuvola (Wolfgang Amadeus Mozart), Faust (Charles Gounod) női főszerepei is.
A második világháború után haláláig Bayreuthban élt.

## Felvételei
- Tannhäuser, 1930.[2]
- A nürnbergi mesterdalnokok[3]
- Lohengrin[4]
- A walkür[5]
- A bűvös vadász[6]